# Choy Lee Fut
Le Choy Lee Fut ou Choy lay fut ou Califo (chinois : 蔡李佛拳 ; pinyin : càilǐ fó quán ; litt. « boxe du bouddha Càilǐ ») est un art martial chinois du Guangdong développé au XIXe siècle. Fondé par Chang Heung, l’entraînement du Choy Lee Fut comprend l'étude de techniques de base, des assauts codifiés ou libres et de taos, enchaînements traditionnels de déplacements et de coups portés sur des ennemis imaginaires.
Le Choy Lee Fut ou style du léopard[réf. nécessaire] est un style dit « du sud ». La majorité des coups est donnée avec la partie supérieure du corps, notamment les poings.
Le maniement des armes fait également partie de l'apprentissage (bâton, lance, sabre, épée, hallebarde…)

## King Mui Choy Li Fut 京梅陳家雄勝蔡李佛拳館

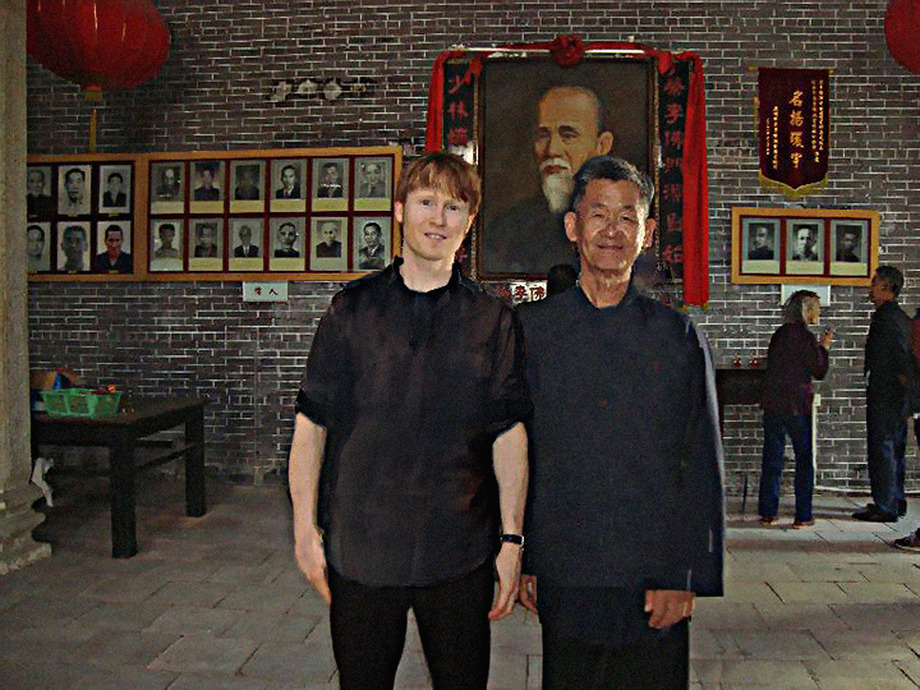
Chan Sun-Chiu de la branche King Mui à droite avec Niel Willcott

La transmission principale est appelée King Mui (京 梅), car la famille du fondateur venait du village de King Mui, et c'est là que Chan Heung 陳 享 a officiellement commencé à enseigner Choy Li Fut en 1836. Aujourd'hui, les descendants de la famille Chan préfèrent utiliser le terme "Chan Family" tradition, car le successeur des temps modernes (Keeper of the Style) était Chan Yiu-Chi 陳耀墀, le fils de Chan Koon-pak et petit-fils de Chan Heung.
Hu Yuen-chou 胡雲綽,, instructeur du célèbre maître Choy Li Fut Doc-Fai Wong 黄德輝 considéré par beaucoup comme un successeur de la 5e génération et héritier de la lignée King Mui.
Après Chan Yiu-chi 陳耀墀, son fils Chan Sun-chiu est devenu l'héritier et le gardien du style. À la suite du décès le 22 avril 2013 de Chan Sun-chiu (gardien du roi Mui Choy Li Fut)陈燊樵,, tous les descendants et élèves connus deviennent ses successeurs actuels de la 5e génération de la lignée King Mui, ils le sont ; Chan Yong-fa et Niel Willcott,.